# Газит, Эхуд
Эхуд Газит — израильский биохимик, биофизик и нанотехнолог. Является профессором и действующим председателем кафедры нано-биологии в Тель-Авивском университете. В 2012 году он был назначен главным ученым израильского министерства науки и технологии (МОСТ).

## Биография
С 2008 по 2012 год Эхуд Газит работал в Тель-Авивском университете в качестве вице-президента по исследованиям и разработкам, а также председателем совета директоров Ramot Ltd, компании по передаче технологий Тель-Авивского университета. До своего назначения на пост вице-президента Эхуд Газит занимал различные  академические и административные должности в Тель-Авивском университете, в том числе был главой химико-биологического отделения, членом комитета университетских назначений, руководителем академического комитета института нано-биологии и нано-биотехнологии, а также членом правления Центра нанонауки и нанотехнологий.

## Академическое образование
Эхуд Газит получил степень бакалавра (Диплом с отличием) после завершения учёбы в специальной программе для талантливых студентов из Тель-Авивского университета (в настоящее время программа Ади Lautman), и докторскую степень(c отличием) — в отделе мембранной биофизики в Институте Вейцмана в 1997 году. За кандидатскую диссертацию он получил премию им. Джона Кеннеди в 1996 году. Газит преподаватель в Тель-авивском университете с 2000 года. После защиты докторской диссертации он был сотрудник Массачусетского технологического института (MIT) (2002—2011)

## Исследования
Исследования Эхуд Газита сосредоточены на изучении молекулярно-биологических процессов. Его работа привела к выявлению минимальных элементов признания, которые облегчают сборку амилоидных фибрилл и определяют новые пути для подавления этого процесса. Его лаборатория была первой в выявлении ароматических дипептидов чья форма нанотрубок и наносферы имеют уникальные механические и химические свойства. Применения этой нано-сборки для ультра-чувствительных биосенсорых приложений, энерго-устройства для хранения данных, а также изготовления металлических нанопроводов были продемонстрированы. Его работа была опубликована в некоторых из самых престижных научных журналов, включая Science, Nature Nanotechnology, Nature Chemical Biology, Nature Cell Biology, и многие другие. Он также имеет нескольких десятков патентных заявок.

## Награды
Эхуд Газит получил множество наград, включая премию Ландау, премию Дан Давид стипендии и премии за выдающиеся достижения в исследованиях Научно-исследовательского совета Тель-Авивского университета. Достижения Газит по передаче технологий было признано и включено в 2008 году список 100 инноваций научных исследований . В 2009 году он получил премию Herstin для ведущих ученых в возрасте до 44 лет.

## Государственная служба
Эхуд Газит служил и служит на различных должностях в области науки и технологий на национальном и международном уровне. С 2003—2009 он служил в Комитете по международным отношениям Биофизические общества. Он также служил в качестве одной из стратегических исследований Program (SRP) Руководители сети EC Nano2Life совершенства, эксперт Европейской обсерватории Нанобиотехнологии (EON), и постоянным экспертом в области нанобиологии. Он является корреспондентом в редакции нескольких журналов, включая журнал Bionanoscience, NanoMedicine, PLoS ONE.
Он является членом Исполнительного совета университета Ltd (иврит: אוניברסיטה בעם), членом Общественного совета программы для имплантации науки в правительстве, а также членом комитета семинара Юваля Неэмана по науке, технологиям и безопасности.
Газит E. (2011) Нанобиотехнология: необъятные перспективы развития. Nanobiotehnologiya. Neobyatnye perspektivy razvitiya. ISBN 5-91522-227-7